# Iron Dome

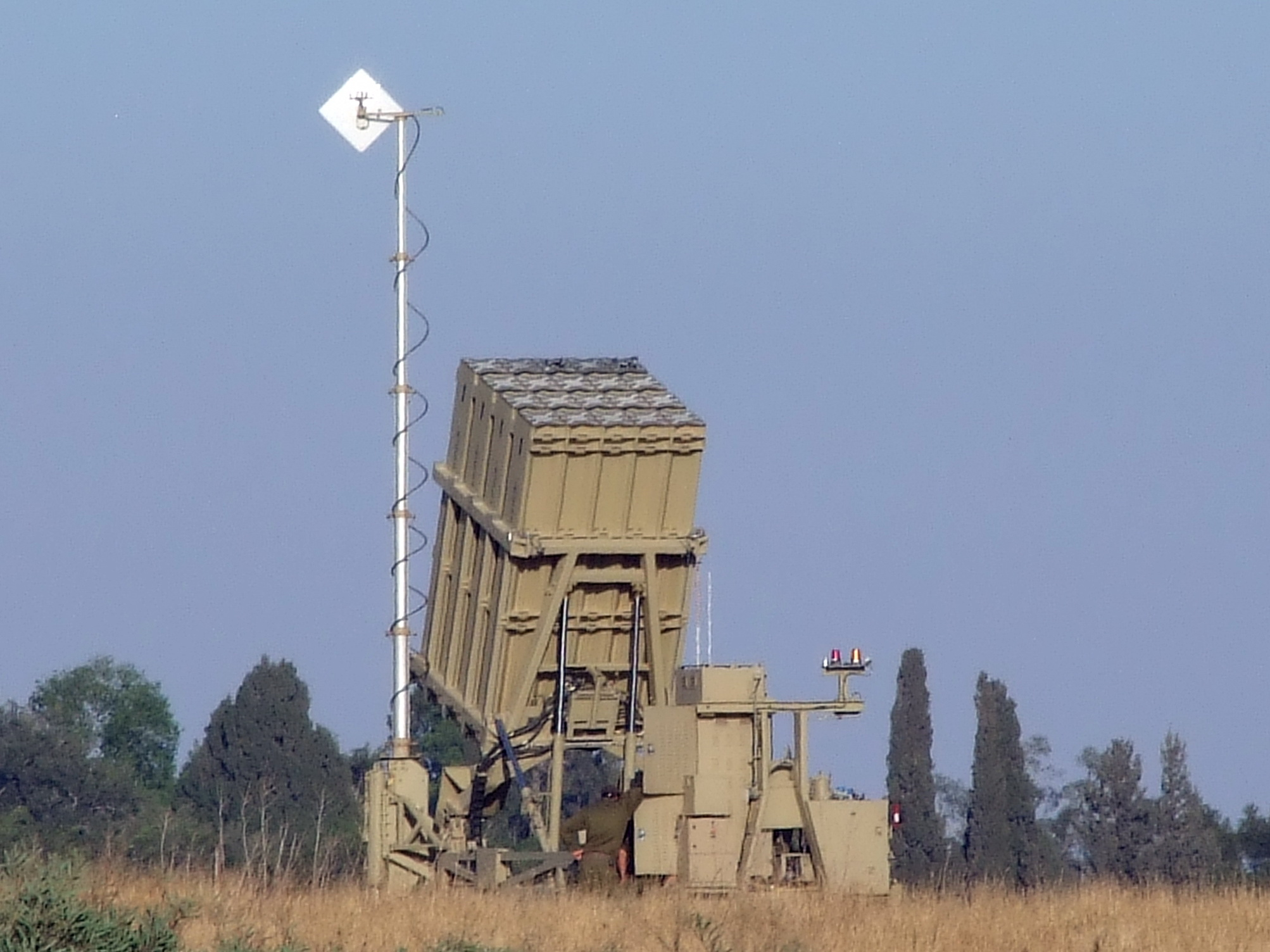
Raketrampen Iron Dome som är utplacerad bredvid Sderot, Israel (juni 2011)

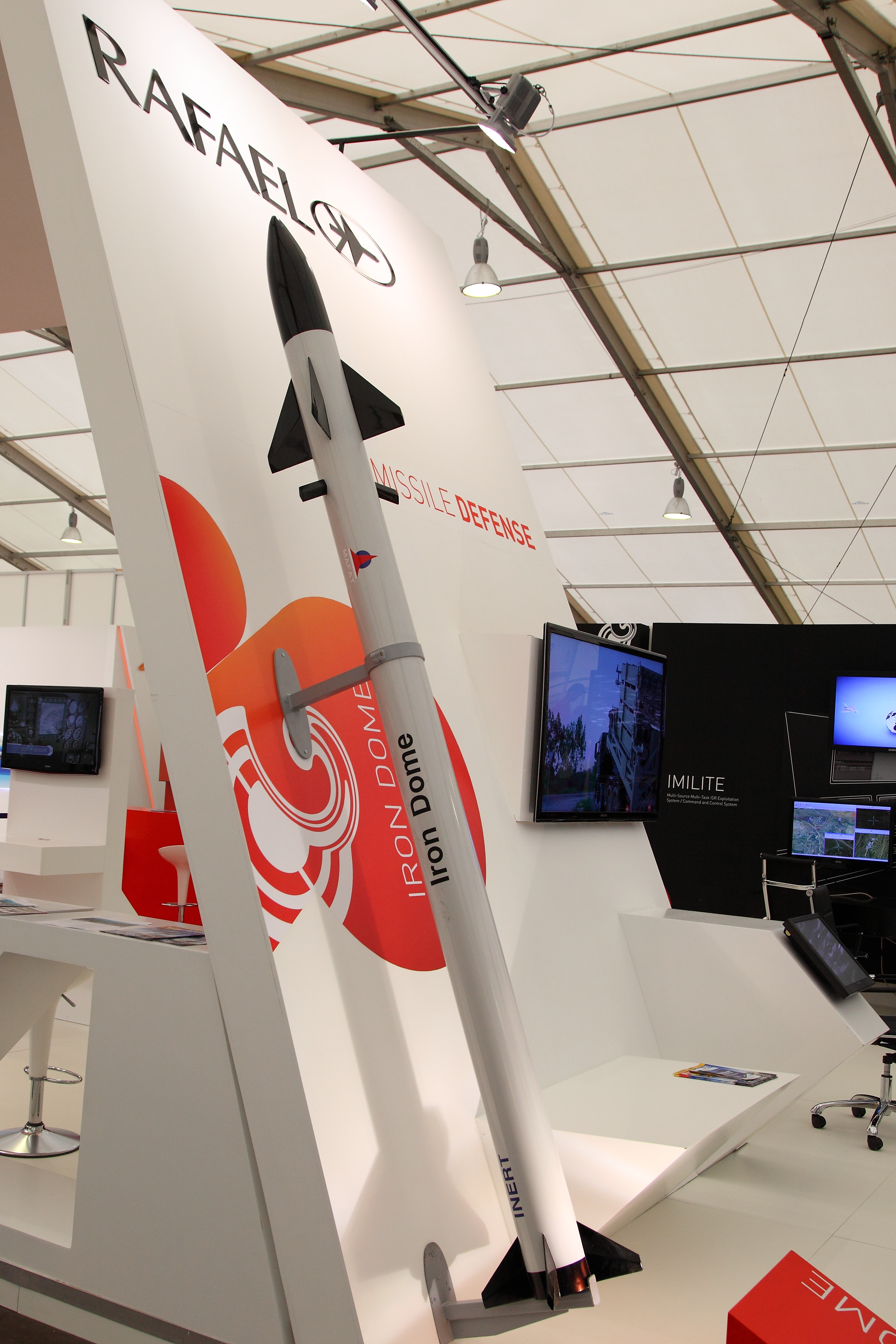
En Iron Dome robot.

Iron Dome  (hebreiska: כִּפַּת בַּרְזֶל, kippat barzel) är ett israeliskt luftvärnsrobotsystem som används för att skjuta ner raketer som avfyrats mot Israel. Systemet placerades i fält i mars 2011 och gjorde sin första insats i april 2011 då det i närheten av Ashkelon sköt ner en raket avfyrad ifrån Gazaremsan.
Systemet kan skydda en zon som sträcker sig från 4,5 till 72 km. Luftvärnssystemet ignorerar raketer som är på väg ut över hav eller åkrar och fokuserar på de som är på väg att träffa bebyggda och befolkade områden.
Från det att Iron Dome togs i drift år 2011 fram till 2020 gjorde luftvärnssystemet 2400 framgångsrika insatser.
Luftvärnssystemet har utvecklats i en marin version och är ett av luftvärnssystemen installerade i Israeliska flottans korvetter av Sa’ar 6(en)-klass som byggs i Tyskland.

## Bakgrund
Hamas började avfyra raketer mot Israel år 2001. I början var raketerna hemmagjorda med kort räckvidd och begränsad sprängkraft, men senare övergick Hamas och andra liknande organisationer till att använda militära raketvapen.

## Gazakriget 2014
Under Gazakriget 2014 avfyrade Hamas 4 594 projektiler av olika sorts raketartilleri mot israeliska områden där uppemot 70% av Israels befolkning bodde. Emot dessa användes nio Iron Dome-batterier som valde ut 799 projektiler som utgjorde ett hot. Av dessa stoppades 735 och 64 kom igenom,  resulterande i en verkningsgrad runt 90 %. De raketer och granatkastarprojektiler som ej stoppades av luftvärnssystemet dödade fyra civila israeler och en thailändsk medborgare som befann sig i Israel på ett arbetskraftsvisum.

## 2021
Under elva dagar i maj 2021 avfyrade Hamas och Palestinian Islamic Jihad (PIJ) mer än 4 000 raketer mot Israel varav huvuddelen nedkämpades av Iron Dome. De palestinska raketerna dödade 12 personer i Israel.

## I media
Israels premiärminister Benjamin Netanyahu uttalade år 2014 i en intervju med CNN att luftvärnssystemet markerade skillnaden i stridsfilosofi mellan Israel och motståndarna då "Israel använder raketer för att skydda sina civila medan motståndarna använder civila som mänskliga sköldar för att skydda sina raketramper".

## US Army
I oktober 2020 levererades det första av två beställda Iron Dome-batterier till USA:s armé.